# Erneuerbare Energien. Das Magazin
Erneuerbare Energien ist eine monatlich erscheinende Fach- und Wirtschaftszeitschrift, die laut Selbstbeschreibung im Untertitel „Das Magazin für Wind-, Solar- und Bioenergie“ ist. Sie berichtet insbesondere über die Branche der Erneuerbaren Energien und wird herausgegeben von SunMedia. Die Erstauflage erschien im Jahr 1998. Die Redaktion befindet sich in Hannover, Chefredakteurin ist Nicole Weinhold.

## Inhalt
Die Zeitschrift richtet sich vor allem an Ingenieure, Investoren und Betreiber von Erneuerbare-Energien-Anlagen. Neben der allgemeinen Wirtschaftsberichterstattung über Unternehmen und Projekte aus dem Sektor sowie der Energiewende allgemein behandelt die Publikation auch aktuelle Ereignisse und technologische Entwicklungen in der Wind-, Solar- und Bioenergiebranche. Zudem erscheinen Artikel über politische Rahmenbedingungen und allgemeine Nachrichten aus dem Sektor. Neben dem deutschen Markt wird zudem über die internationale Entwicklung berichtet.

## Webauftritt
Das Magazin betreibt eine Internetseite in deutscher und englischer Sprache, letztere unter dem Titel Renewables International. Einzelne Artikel sind online zu lesen, das volle Angebot ist über ein kostenpflichtiges Abonnement erhältlich.